# Толпыжин
Толпыжин (укр. Товпижин) — село в Демидовской поселковой общине Дубенского района Ровненской области Украины.
До 2020 года входило в Демидовский район.
Население по переписи 2001 года составляло 362 человека. Почтовый индекс — 35171. Телефонный код — 3637. Код КОАТУУ — 5621481006.